# Frigyes Karinthy

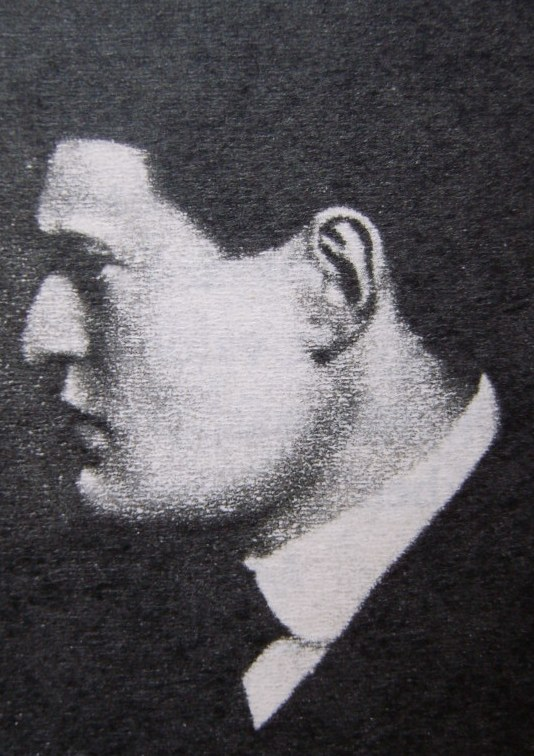
Karinthy Frigyes

Frigyes Karinthy [friděš karinty] (24. června 1887 Budapešť – 29. srpna 1938 Siófok) byl maďarský spisovatel, novinář, dramatik a překladatel.

## Biografie
Karinthy začal psát velmi brzy, už v patnácti letech mu v populárním časopise Magyar Képes Világ (Maďarský ilustrovaný svět) vycházel na pokračování román Svatební cesta do středu Země. Po absolvování gymnázia v Budapešti nějaký čas zkoušel studovat na univerzitě různé obory (matematiku, filozofii, lékařství), ale nakonec dal přednost novinářské a spisovatelské dráze. Po zbytek svého života byl úzce spjat s literárním časopisem Nyugat (Západ), v němž publikoval své básně a povídky.
Jestliže před první světovou válkou byl znám především jako humorista, karikující své kolegy spisovatele, mnohá jeho další díla jsou hořkou satirou na válečné hrůzy; Karinthy ve své době patřil k nejpřednějším kritikům války i poválečné společnosti. Jeho povídky často spadají do žánru utopie až science fiction, v tomto směru mají velmi blízko k tvorbě jeho současníka Karla Čapka. Karinthyho povídky vyhrocují běžné situace do absurdity, mnoha jeho díly prosvítá obdiv k úspěchům vědy a víra v racionální uspořádání budoucího světa. Operace mozkového nádoru, kterou podstoupil ve Stockholmu v roce 1936, byla částečně úspěšná, nakonec však této nemoci podlehl.
Frigyes Karinthy mj. přeložil do maďarštiny populární příhody Medvídka Pú. Jako první v jedné ze svých povídek přišel s myšlenkou šesti stupňů odloučení, podle níž jsou prostřednictvím řetězu pouhých několika známých propojeni všichni lidé na Zemi (1929). Jeho syn, Ferenc Karinthy (1921–1992), patřil též k předním maďarským spisovatelům 20. století.

## Vybraná díla
- 1912 Így írtok ti (Tak píšete vy) – Sbírka literárních parodií na Karinthyho přátele a kolegy.
- 1912 Görbe tükör (Křivé zrcadlo) – Sbírka humoresek.
- 1915 Két hajó (Dvě lodě) – Sbírka povídek.
- 1915 Utazás Faremidóba (Cesta do Faremida) – Sci-fi cestopis, psaný jako pokračování Gulliverových cest Jonathana Swifta. Hlavní hrdina se z krvavého bojiště světové války ocitá v harmonické zemi mechanických tvorů, dorozumívajících se tóny hudby.
- 1916 Tanár úr, kérem (Prosím, pane profesore) – Humoristická sbírka ze školního prostředí.
- 1918 Krisztus vagy Barabbás (Kristus nebo Barabáš) – Protiválečná satira.
- 1918 A bűvös szék (Kouzelná židle) – Divadelní hra.
- 1921 Capillária (Kapilárie) – Další pokračování Gullivera. Satirický sci-fi román o zemi, kde žijí výhradně ženy.
- 1937 Utazás a koponyám körül (Cestování kolem mé lebky) – Popis vlastních zážitků kolem nemoci a operace.
- 1938 Üzenet a palackban (Vzkaz v láhvi) – Posmrtně vydaná sbírka veršů.

## Díla česky
- Manžel trumbera (DILIA, 1960)
- Velký klenotník (DILIA, 1958)
- Capillaria (SNKL, 1960)
- Kolombovo jablko (DILIA, 1963)
- Prosím, pane profesore (Československý spisovatel, 1960)
- Želva aneb kdo je vlastně blázen (DILIA, 1959)
- Putování kolem mé lebky (Odeon, 1981)
- Cesta do Faremida (SNKL, 1960)